# 1911 في النرويج
فيما يلي قوائم الأحداث التي وقعت خلال عام 1911 في النرويج.

## سياسة

### تعيين في المنصب
- 1 يناير – يوهان لودفيغ موفينكل mayor of Bergen ‏.

## رياضة
- 1 يناير – كأس النرويج 1911 الفائز نادي لين.

## مواليد

### يناير
- 5 يناير – غونار فوجنر مهندس معماري نرويجي.

### فبراير
- 1 فبراير – جون كريستيان كاستبيرج

### مارس
- 3 مارس – كريستيان هينركسن لاعب ومدرب كرة قدم نرويجي.
- 5 مارس – نيلس إريكسن لاعب ومدرب كرة قدم نرويجي.
- 28 مارس – أولاف كنودسن مصارع هاوي نرويجي.

### أبريل
- 14 أبريل – أستريد لوكن عالمة حشرات نرويجية.
- 25 أبريل – هانس بيك طائر تزلج نرويجي.

### مايو
- 29 مايو – آني سكاو بيرنتسين مبشّرة نرويجية.

### أغسطس
- 18 أغسطس – توم ويلمسن
- 22 أغسطس – إدوارد هامبرو سياسي نرويجي.
- 23 أغسطس – بيرغر رود

### ديسمبر
- 13 ديسمبر – ترجيف هافليمو

## وفيات

### فبراير
- 10 فبراير – مورتن مولر (مواليد 1828) رسام نرويجي.

### يونيو
- 13 يونيو – فيليب هنريك هانستين (مواليد 1817) قاضي نرويجي.

### نوفمبر
- 28 نوفمبر – هانس مولر (مواليد 1830) سياسي نرويجي.
- 29 نوفمبر – انطون كريستيان هال (مواليد 1841) قس نرويجي.